# دورينف قادين
دورينف قادين (بالتركية العثمانية: درة قادين) وُلِدَت في عام 15 مارس 1835، ومعنى اسمها باللغة التركية العُثمانية،" اللؤلؤة الجديدة "، كانت أول زوجة للسلطان والخليفة عبد العزيز السلطان الثاني والثلاثون للدولة العثمانية.

## حياتها
ولدت دورينف قادين في 15 مارس عام 1835 في باطوم في جورجيا،ولدت باسم ملاك دز باشا والدها هو محمود بك دز باشا أميرًا على مدينة أبخازيا والدتها أيضًا الأميرة حليمة هانم وهي من مدينة أبخازيا، ولديها شقيقتان هما الأميرة آية هانم والأميرة عَلِياء هانم، وكما أنها كذلك كانت خالة نازبيرفر قادن الزوجة الرابعة للسلطان محمد الخامس
تم إحضارها إلى إسطنبول وهي صغيرة، حيث وكُلت إليها رئاسة النساء في الحرم العثماني مع أختيها عائشة وعلياء، بعد ذلك قامت النساء الثلاثة بخدمة زوجة السلطان عبد المجيد الأول ثروت سزا قادين.